# لا خويوسا
بلدية لا خويوسا (بالإسبانية: La Joyosa) هي بلدية تقع في مقاطعة سرقسطة التابعة لمنطقة أراغون شمال شرق إسبانيا.

## الديموغرافيا
بلغ عدد سكان بلدية لا خويوسا 941 نسمة عام 2011 (وفقاً للمعهد الوطني الإسباني للإحصاء).
| 363 | 383 | 433 | 697 | 790 | 902 | 941 |